# Jelino
Jelino(kod PLH060095) – specjalny obszar ochrony siedlisk sieci Natura 2000, zlokalizowany na terenie województwa lubelskiego. Obszar obejmuje powierzchnię 8,37 ha
Teren wyznaczony został w celu długotrwałego zabezpieczenia naturalnych siedlisk życia oraz populacji zagrożonej wymarciem strzebli błotnej Phoxinus (Eupallasella) percnurus.

## Siedliska pod ochroną
- torfowiska przejściowe i trzęsawiska (przeważnie z roślinnością z Scheuchzerio-Caricetea)